# Fuentes de Jiloca
Fuentes de Jiloca és un municipi de la província de Saragossa situat a la comarca de la Comunitat de Calataiud.